# Vinilkosmo

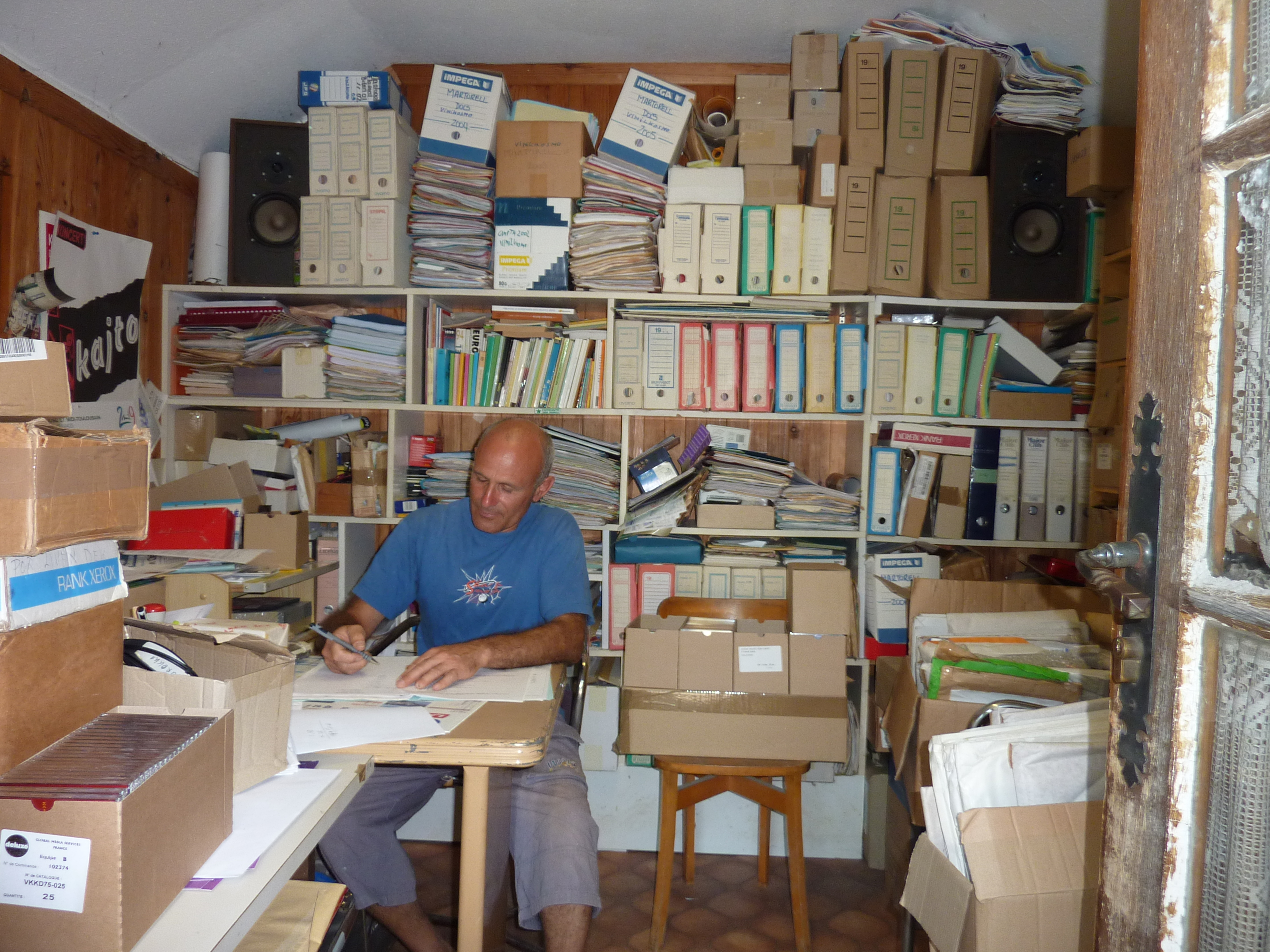
Le bureau de Vinilkosmo.

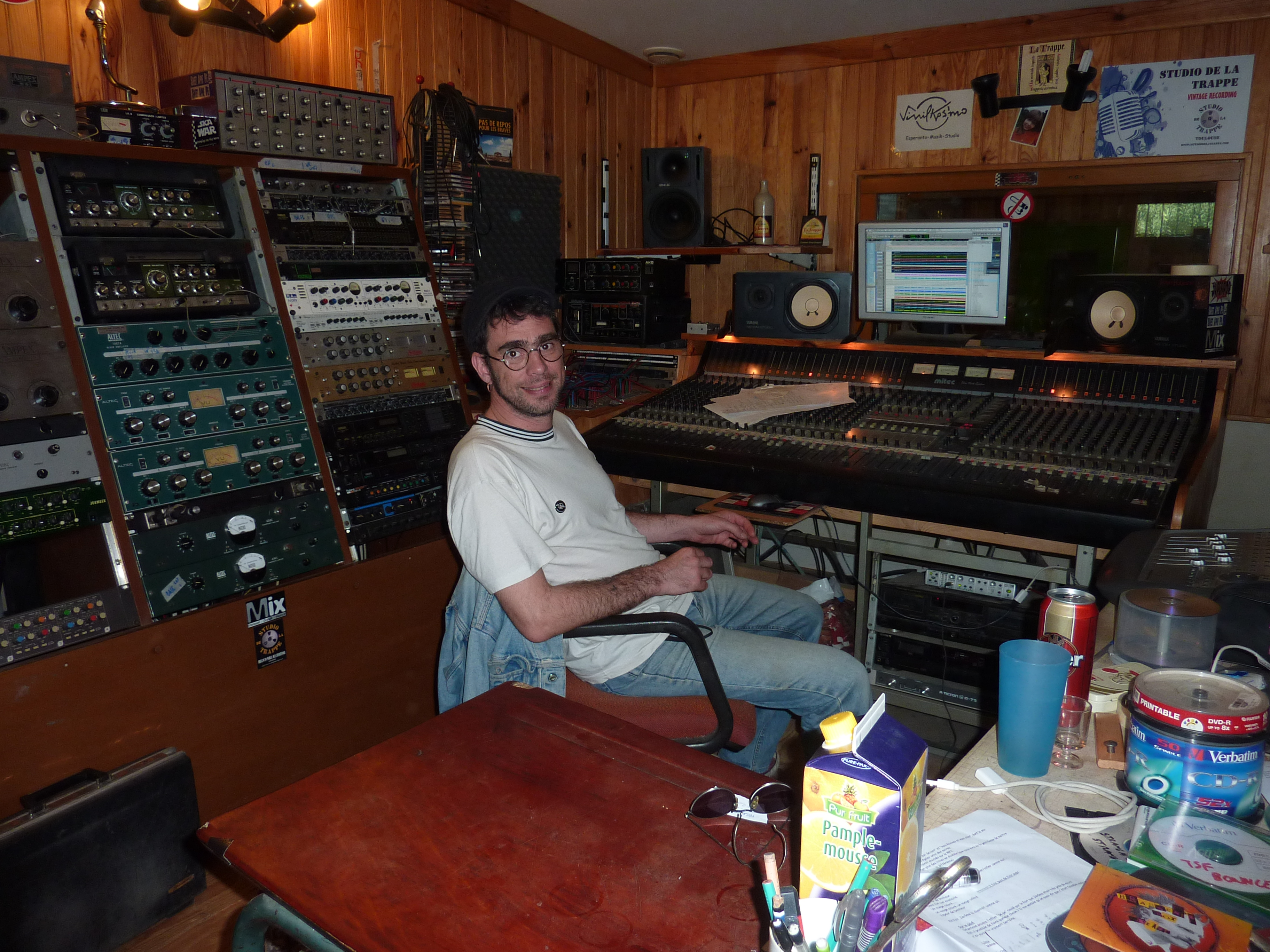
Le studio de Vinilkosmo.

Vinilkosmo est un label indépendant situé à Donneville, près de Toulouse. La particularité de cette maison de disques est de produire et de distribuer uniquement des artistes chantant en langue espéranto.

## Histoire
Vinilkosmo a été créé en 1990 par Floréal Martorell dans le cadre de l'association musicale d'espéranto EUROKKA.
En janvier 1999, Vinilkosmo se professionnalise et devient donc indépendant d'EUROKKA. Cependant, cela n'empêche pas les deux organisations de rester liées dans leurs activités. C'est aussi à partir de cette époque que ROK-gazet' est édité par Vinilkosmo, bien qu'il reste l'organe d'EUROKKA.
Depuis juillet 2009, Vinilkosmo propose une plate-forme de téléchargement légal de la plupart des albums édités, sur son site dédié, Vinilkosmo-MP3.
Il est également possible de s’abonner au catalogue musical, depuis 2016, pour l’écouter en ligne.

## ProjetKolekto 2000
Vinilkosmo se fit remarquer du monde espérantophone à travers son projet Kolekto 2000 qui produisit dans son propre studio d'enregistrement entre 1998 et 2000 dix albums originaux de qualité :
1. JoMo kaj Liberecanoj
2. Jacques Yvart kantas Georges Brassens
3. Persone : …sed estas ne
4. Solotronik (eo) : Plimorfia Arkiteknia
5. Merlin (eo) : Por la mondo
6. La Porkoj (eo) : Ŝako
7. Kajto : Masko
8. La Kompanoj (eo) : Survoje
9. Kore (eo) : Kia viv’
10. Dolchamar : Lingvo intermonda (eo)

Depuis, par ses nombreuses compilations et productions originales, la société est devenue un des acteurs majeurs de la culture espérantophone.

## Artistes
Depuis sa création, Vinilkosmo a produit et/ou distribué les artistes et groupes suivants :
- Akordo (eo)
- Alejandro Cossavella
- Amindaj (eo)
- Amplifiki
- BaRok' Projekto
- Morice Benin
- Mikhaïl Bronstein (eo)
- Carina
- Alberta Casey (eo)
- DJ Kunar (eo)
- DJ Roĝer' (eo)
- Dolchamar
- Esperanto Desperado
- EspoDespo (eo)
- Eterne rima (eo)
- Thierry Faverial (eo)
- Flávio Fonseca (eo)
- Ralph Glomp (eo)
- Inicialoj dc (eo)
- Jonny M (eo)
- JoMo
- Vera Jordan (eo)
- Ĵomart et Nataŝa
- Kaj Tiel Plu
- Kajto
- La Kompanoj (eo)
- Kore (eo)

- Krio de Morto (eo)
- Tarcísio Lima (eo)
- Lunatiko (eo)
- Magnus (eo)
- Merlin (eo)
- Meven (eo)
- La Mevo (eo)
- Nikolin' (eo)
- La Pafklik (eo) (Platano)
- Patric
- La Perdita Generacio
- Persone
- La Porkoj (eo)
- Mikhaïl Povorine (eo)
- Jacques Le Puil (eo)
- Rêverie (eo)
- La Rolls (eo)
- Solotronik (eo)
- Strika Tango (eo)
- Supernova
- TEAM
- Tone (eo)
- Martin Wiese
- Jürgen Wulff (eo)
- Jacques Yvart